# Al-Rayyan Sports Club
Maillots
Al-Rayyan Sports Club (arabe : نادي الريان الرياضي), plus couramment abrégé en Al-Rayyan, est un club omnisports qatarien fondé en 1967 et basé à Al Rayyan.
Le club comporte 5 sections : football, handball, basket-ball, volley-ball et athlétisme.

## Histoire
Le club d'Al-Rayyan Sports Club est né en 1967 après la fusion de deux clubs.

## Palmarès
| \| - Championnat du Qatar (8) : - Champion : 1975-76, 1977-78, 1981-82, 1983-84, 1985-86, 1989-90, 1994-95, 2015-16. - Vice-champion : 1999-00, 2004-05, 2019-20. - Coupe du Qatar (6) : - Vainqueur : 1998-99, 2003-04, 2005-06, 2009-10, 2010-11 et 2012-13. - Finaliste : 1972-73, 1976-77, 1990-91, 1991-92, 1995-96, 1996-97, 1999-00 et 2008-09. \| \| - Coupe Crown Prince de Qatar (3) : - Vainqueur : 1995, 1996 et 2001. - Finaliste : 1997, 2000, 2009 et 2023. - Coupe Sheikh Jassem du Qatar (5) : - Vainqueur : 1992, 2000, 2012, 2013 et 2018. - Finaliste : 2006 et 2008. \| |  | |
| - Championnat du Qatar (8) : - Champion : 1975-76, 1977-78, 1981-82, 1983-84, 1985-86, 1989-90, 1994-95, 2015-16. - Vice-champion : 1999-00, 2004-05, 2019-20. - Coupe du Qatar (6) : - Vainqueur : 1998-99, 2003-04, 2005-06, 2009-10, 2010-11 et 2012-13. - Finaliste : 1972-73, 1976-77, 1990-91, 1991-92, 1995-96, 1996-97, 1999-00 et 2008-09. |  | - Coupe Crown Prince de Qatar (3) : - Vainqueur : 1995, 1996 et 2001. - Finaliste : 1997, 2000, 2009 et 2023. - Coupe Sheikh Jassem du Qatar (5) : - Vainqueur : 1992, 2000, 2012, 2013 et 2018. - Finaliste : 2006 et 2008. |

## Personnalités du club

### Entraîneurs du club
- Luis Fernandez  France
- Paulo Autuori  Brésil
- Jean Castaneda  France
- Laurent Blanc  France
- Nicolás Córdova  Chili [2]

### Joueurs
- Sonny Anderson  Brésil
- Abasse Ba  Sénégal
- Jacek Bąk  Pologne
- Mario Basler  Allemagne
- Ali Benarbia  Algérie
- Abdelhafid Tasfaout  Algérie
- Frank de Boer  Pays-Bas
- Ronald de Boer  Pays-Bas
- Hamed Diallo  Côte d'Ivoire
- Lucho Gonzalez  Argentine
- Fabrice Fiorèse  France
- Fumagalli  Brésil
- Fernando Hierro  Espagne
- Blaise Kouassi  Côte d'Ivoire
- Sabri Lamouchi  France
- Youssef Mokhtari  Maroc
- Bouchaib El Moubarki  Maroc
- Abderrazak Hamdallah  Maroc
- Émile Mpenza  Belgique
- Nilmar  Brésil
- Salomon Olembe  Cameroun
- Thiago Ribeiro  Brésil
- João Tomás  Portugal
- Ferid Chouchane  Tunisie

## Évolution du blason

Ancien logo
Ancien logo
Logo actuel

### Infrastructures
Al-Rayyan Sports Club joue ses matches a domicile dans le Stade Ahmed-ben-Ali.